# Superserien 2010
Superserien  2010 var Sveriges högsta division i amerikansk fotboll för herrar säsongen 2010. Serien spelades 8 maj–4 september 2010 och vanns av Carlstad Crusaders. Lagen möttes i dubbelmöten hemma och borta. Vinst gav 2 poäng, oavgjort 1 poäng och förlust 0 poäng.
De fyra bäst placerade lagen gick vidare till slutspel. SM-slutspelet spelades 11 september–19 september och även där segrade Carlstad Crusaders.
De två sämst placerade lagen fick kvala mot lag från division 1 om två platser i nästa års serie.

## Tabell
| Nr | Lag                          | S  | V  | O | F  | GP  | IP  | PS   | P  |
| -- | ---------------------------- | -- | -- | - | -- | --- | --- | ---- | -- |
| 1  | Carlstad Crusaders (RL)      | 10 | 10 | 0 | 0  | 459 | 131 | +328 | 20 |
| 2  | Stockholm Mean Machines (RM) | 10 | 6  | 1 | 3  | 285 | 223 | +62  | 13 |
| 3  | Tyresö Royal Crowns          | 10 | 5  | 0 | 5  | 275 | 196 | +79  | 10 |
| 4  | STU Northside Bulls          | 10 | 4  | 1 | 5  | 246 | 305 | −59  | 9  |
| 5  | Arlanda Jets                 | 10 | 4  | 0 | 6  | 232 | 268 | −36  | 8  |
| 6  | Djurgårdens IF*              | 10 | 0  | 0 | 10 | 38  | 412 | −374 | 0  |

Färgkoder:
|      | – Kvalificerad för mästerskapsslutspel       |
|      | – Kvalspel mot lag från division 1           |
| (RL) | – Regerande ligamästare (seriesegrare)       |
| (RM) | – Regerande svenska mästare                  |
| *    | – Nedflyttade efter säsongen på egen begäran |

## Matchresultat
| Hemma \ Borta           | AJ    | CC    | DIF   | STU   | SMM   | TRC   |
| Arlanda Jets            | —     | 22–54 | 40–0  | 36–28 | 28–12 | 0–41  |
| Carlstad Crusaders      | 42–0  | —     | 51–0  | 55–12 | 60–26 | 39–14 |
| Djurgårdens IF          | 0–70  | 0–44  | —     | 0–34  | 6–25  | 6–45  |
| STU Northside Bulls     | 26–18 | 30–48 | 34–20 | —     | 22–50 | 6–27  |
| Stockholm Mean Machines | 38–6  | 13–28 | 28–6  | 26–26 | —     | 42–21 |
| Tyresö Royal Crowns     | 27–12 | 14–38 | 41–0  | 25–28 | 20–25 | —     |

## Slutspel

### Semifinaler
|       | 11 september 2010 | Carlstad Crusaders | 40 – 0   | STU Northside Bulls | Tingvalla IP |             |
| 15:00 | 15:00             |                    | (33 – 0) |                     | Publik: 270  | Publik: 270 |
| 15:00 | 15:00             |                    |          |                     | Publik: 270  | Publik: 270 |
| 15:00 | 15:00             |                    |          |                     | Publik: 270  | Publik: 270 |

|       | 11 september 2010 | Stockholm Mean Machines | 21 – 28              | Tyresö Royal Crowns | Zinkensdamms IP |             |
| 15:00 | 15:00             |                         | (7 – 7) Matchrapport |                     | Publik: 600     | Publik: 600 |
| 15:00 | 15:00             |                         |                      |                     | Publik: 600     | Publik: 600 |
| 15:00 | 15:00             |                         |                      |                     | Publik: 600     | Publik: 600 |

### SM-final
|       | 19 september 2010 | Carlstad Crusaders | 37 – 15  | Tyresö Royal Crowns | Tingvalla IP  |               |
| 13:00 | 13:00             |                    | (24 – 0) |                     | Publik: 2 273 | Publik: 2 273 |
| 13:00 | 13:00             |                    |          |                     | Publik: 2 273 | Publik: 2 273 |
| 13:00 | 13:00             |                    |          |                     | Publik: 2 273 | Publik: 2 273 |

## Kval till Superserien 2011
|  | 18 september 2010 | Djurgårdens IF | 7 – 0 | Ystad Rockets | Östermalms IP |  |
|  |                   |                |       |               |               |  |
|  |                   |                |       |               |               |  |
|  |                   |                |       |               |               |  |

|  | 18 september 2010 | Arlanda Jets | 28 – 6                | Örebro Black Knights | Midgårdsvallen |  |
|  |                   |              | (14 – 6) Matchrapport |                      |                |  |
|  |                   |              |                       |                      |                |  |
|  |                   |              |                       |                      |                |  |